# 真兴王
真兴王（：／ Jinheung-wang；526年—576年8月），新罗第二十四代君主，540年7月至576年8月在位。姓金，名彡麥宗，又名深麥夫（심맥부），法名法雲（법운）。真興王是立宗葛文王仇珍（法興王之弟）之子，母親是息道夫人金氏（法興王之女），法興王是真興王的伯父兼外祖父。
真興王對新羅的國家發展做出貢獻，召集人才組建國家的組織花郎徒，並整備佛教教團，試圖統合思想。以此為基礎，新羅對高句麗支配下的漢江流域和咸鏡道一帶發起進攻，向南，則在562年征服大伽倻，控制了洛東江以西一帶。勢力膨脹的新羅控制著洛東江流域和漢江流域這兩個具有生產力的地域，壓制百濟，停止了高句麗的南進，控制仁川灣，得以與隋、唐直通，並與隋、唐保持聯盟關係，使新羅在三國之中得以自保。此後，新羅在三國的競爭中掌握了主導權。真興王在位期間是新羅的全盛時期，位於今日朝鮮民主主義人民共和國咸鏡南道的磨雲嶺真興王巡狩碑，證明新羅在真興王時期曾經攻入過高句麗的領土元山灣一帶。
真興王於540年7月至576年8月期間在位。其中，540年7月至541年3月期間，由法興王的王后保道夫人攝政；541年3月至551年3月期間，由母親只召太后（息道夫人）攝政；551年3月至559年3月期間親政；559年3月至563年3月，由上大等仇亥攝政；563年3月至575年12月再度親政；575年12月至576年3月，由思道王后攝政；576年3月至4月，由美室宮主暫時代理一個月朝政；同年4月至8月，由金舍輪以太子身份代理攝政。死後，由金舍輪繼位，是為真智王。

## 生平
《三國史記》記載真興王出生於534年，但《三國遺事》則記載出生於526年。兩則歷史記錄對立，《三國遺事》當是史實。真興王在15歲時，因法興王崩御而繼位。540年至541年期間，由法興王的王后保道夫人攝政；541年至551年期間，由母親只召太后（息道夫人）攝政；此後親政。544年，創建興輪寺。同時採納異斯夫的建議，命令居柒夫編纂國史。551年，改年號為開國，並舉行八關會。他讓來自伽倻的樂師于勒在新羅普及音樂。568年，改年號為大昌，572年又改為鴻濟。576年，開創源花制度，舉美女南毛、俊貞二人，聚集美女三百餘人遊玩，以觀其行義。然而發生俊貞殺害南毛的事件，遂廢除源花制度，開創花郎制度，改為聚集美男子。此後，花郎成為新羅征伐高句麗和百濟的原動力。晚年祝髮出家為僧，法號法雲；思道王后也出家為尼，駐蹕於永興寺。576年，真興王昇遐，年51歲。因長子銅輪太子早卒，遂以次子金輪承繼，是為真智王。

### 領土擴張
真興王在位期間，積極攻擊高句麗和百濟，在三國競爭之間處於主導地位。548年正月，高句麗的陽原王聯合濊人攻打百濟，攻擊漢北的獨山城。當時新羅與百濟是同盟關係，百濟聖王遣使求救。真興王遣將軍朱珍領兵三千人往救之。朱珍日夜兼程趕到獨山城下，大破高句麗軍隊。551年，趁高句麗內政不穩定之機，新羅與百濟攻擊高句麗，佔領漢江的上游一帶，新羅奪取了十個郡，百濟奪取了六個郡。新羅攻入了今日咸鏡南道、咸鏡北道一帶，設立巡狩碑，高句麗陷入與突厥的戰爭中，新羅則趁機擴張領土。此時百濟提議與新羅聯合，攻擊平壤城。高句麗則承認新羅佔有今日京畿道、黃海道一帶，來換取新羅停止進攻平壤城。新羅拒絕了百濟的提議，接納了高句麗的提議。新羅領土擴張到了京畿道、黃海道等朝鮮半島西北部一帶，又攻取百濟東北部，設置新州，以阿飡金武力為軍主。新羅自百濟奪取了漢江下游一帶，將百濟包圍。此後，新羅具有洛東江流域和漢江流域這兩個具有生產力的地域，勢力急劇膨脹，壓制了百濟並阻止了高句麗南進的步伐。同時，新羅控制了仁川灣，直通隋、唐，並與隋、唐保持聯盟關係，確立了三國鼎立。同年陰曆十月，百濟將王女嫁給真興王。554年，百濟聖王親征新羅，為新羅兵所敗，被殺。百濟首都向南退到今日忠淸南道的扶餘。562年，真興王派異斯夫、斯多含征服大伽倻。真興王在各地設置巡狩碑，目前尚存的巡狩碑總共有四個，分別在昌寧、北漢山、黃草嶺和磨雲嶺。

### 外交
564年，真興王遣使赴北齊朝貢。565年，齊武成帝遣使冊封真興王為使持節、東夷校尉、樂浪郡公、新羅王。南朝陳遣使劉思、僧侶明觀來聘，贈送經論一千七百餘卷。真興王於566年、567年、568年、570年、571年遣使赴南朝陳進獻土產物，572年遣使赴北齊朝貢。

## 家族
- 父：立宗葛文王
- 母：只召太后
- 王妃：思道王后
  - 長子：銅輪太子
  - 次子：真智王金輪
  - 三子：仇輪公
  - 長女：太陽公主
  - 次女：阿陽公主
  - 三女：銀輪公主
  - 四女：月輪公主
- 後宮：叔明宮主
  - 四子：貞肅太子（朝鲜语：정숙태자）
- 後宮：寶明宮主（朝鲜语：보명궁주）
- 後宮：美室宮主
  - 五子：壽宗殿君
  - 五女：般若公主
  - 六女：蘭若公主
- 後宮：百濟聖王之女
- 後宮：月華公主（大伽倻異腦王之女）
  - 六子：天柱公
  - 七女：德明公主
- 後宮：金珍娘主（朝鲜语：금진낭주）
  - 八女：暖成公主

## 评价
韩国国际广播电台2012年9月6日广播，称“提起真兴王，人们想到的不仅是一个讨伐周边势力的强大王者，更重要的是，他是为韩国史上的三国统一奠定了重要基础的卓越领袖。”

## 影視作品裡的真興王
- 2009年：MBC 《善德女王》 - 李順載
- 2016年：KBS 《花郎》 - 朴炯植